# Buick Wildcat
La Wildcat è un'autovettura full-size prodotta dalla Buick dal 1963 al 1970.
Basata sul pianale B della General Motors, la Wildcat aveva il motore installato anteriormente e la trazione posteriore. Il modello prese il nome da una serie di concept car realizzata negli anni cinquanta dalla Buick.

## La Wildcat come sotto serie della Invicta
Nel 1962 il nome "Wildcat" fu associato per la prima volta ad una vettura prodotta in serie, più precisamente ad una sotto serie della Buick Invicta. Questa sotto serie era una versione della Invicta avente un corpo vettura hardtop due porte piuttosto lungo. La Invicta Wildcat aveva installato un motore V8 da 6,6 L di cilindrata che erogava 325 CV di potenza e 603 N•m di coppia. Per differenziarsi dalle altre versioni della Invicta, la Wildcat possedeva dei fanali posteriori che derivavano da quelli della Electra 225, oltre che dei sedili singoli ed una consolle centrale che comprendeva il contagiri e la leva del cambio automatico. Quest'ultimo, che era condiviso con le altre Buick full-size, era il Dynaflow a due rapporti. Altre caratteristiche della Wildcat erano degli interni speciali ed un tettuccio rivestito in vinile. Erano inoltre presenti degli emblemi raffiguranti un gatto stilizzato ("wildcat", in inglese, significa infatti "gatto selvatico"), che erano posizionati sul montante posteriore. La Wildcat non era dotata delle consuete tre finte prese d’aria che caratterizzavano le Buick dal 1949 e che erano posizionate sui parafanghi anteriori.

## La prima serie: 1963–1964

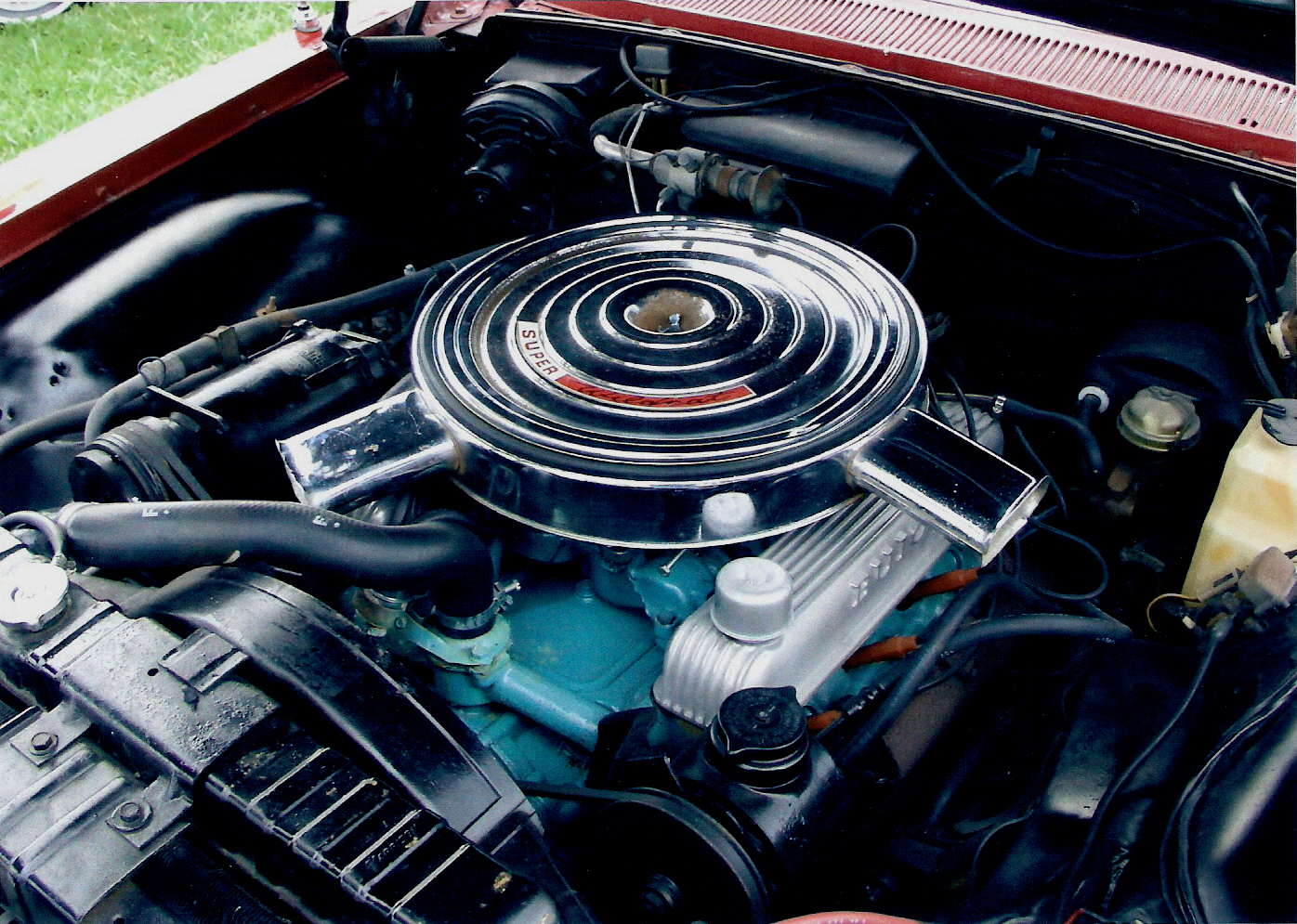
Il motore "Super Wildcat"

Nel 1963 la Wildcat diventò un modello a sé stante, e quindi non fu più una sotto serie della Invicta. Questa prima generazione di Wildcat era caratterizzata dalla presenza di listelli cromati nella parte inferiore del parafango anteriore, immediatamente dietro il passaruota, che sostituivano le finte prese d'aria tipiche dei modelli Buick. Quando la Wildcat diventò un modello a sé stante nel 1963, alla già presente versione hardtop due porte, furono aggiunte altre due versioni, hardtop quattro porte e cabriolet due porte. Nella versione a hardtop quattro porte erano disponibili di serie dei sedili a divanetto. I sedili singoli e la consolle centrale, che erano offerti sulle altre versioni, potevano essere comunque installati su richiesta.
Nel 1964 fu aggiunta all'offerta la versione berlina quattro porte e vennero introdotti due livelli di allestimento, quello standard ed il "Custom".
Il motore V8 da 6,6 L già montato sulla Wildcat quando era sotto serie della Invicta, rimase il propulsore base fino al 1966. Dal 1964 al 1966 fu aggiunto all'offerta un motore V8 da 7 L erogante 340 CV (quando era dotato di un singolo carburatore quadruplo corpo) o 360 CV (se erano installati due carburatori del tipo appena citato). Dall'inizio del 1964 venne compreso nell'equipaggiamento standard di tutte le Wildcat un cambio manuale a tre rapporti con leva sul piantone dello sterzo. Un cambio manuale a quattro rapporti fu invece offerto tra le opzioni solo dal 1963 al 1965. Un altro optional fu la trasmissione automatica "Super Turbine 400".
I nomi dei motori si riferivano, stranamente, alla coppia erogata e non alla cilindrata. Il "Wildcat 445" era il motore da 6,6 L (401 pollici cubi) erogante 445 lb•ft (603 N•m) di coppia, mentre il "Wildcat 465" era il propulsore da 7 L sviluppante 465 lb•ft (630 N•m). La versione a due carburatori quadruplo corpo del motore "Wildcat 465" era invece chiamata "Super Wildcat".

## La seconda serie: 1965–1970

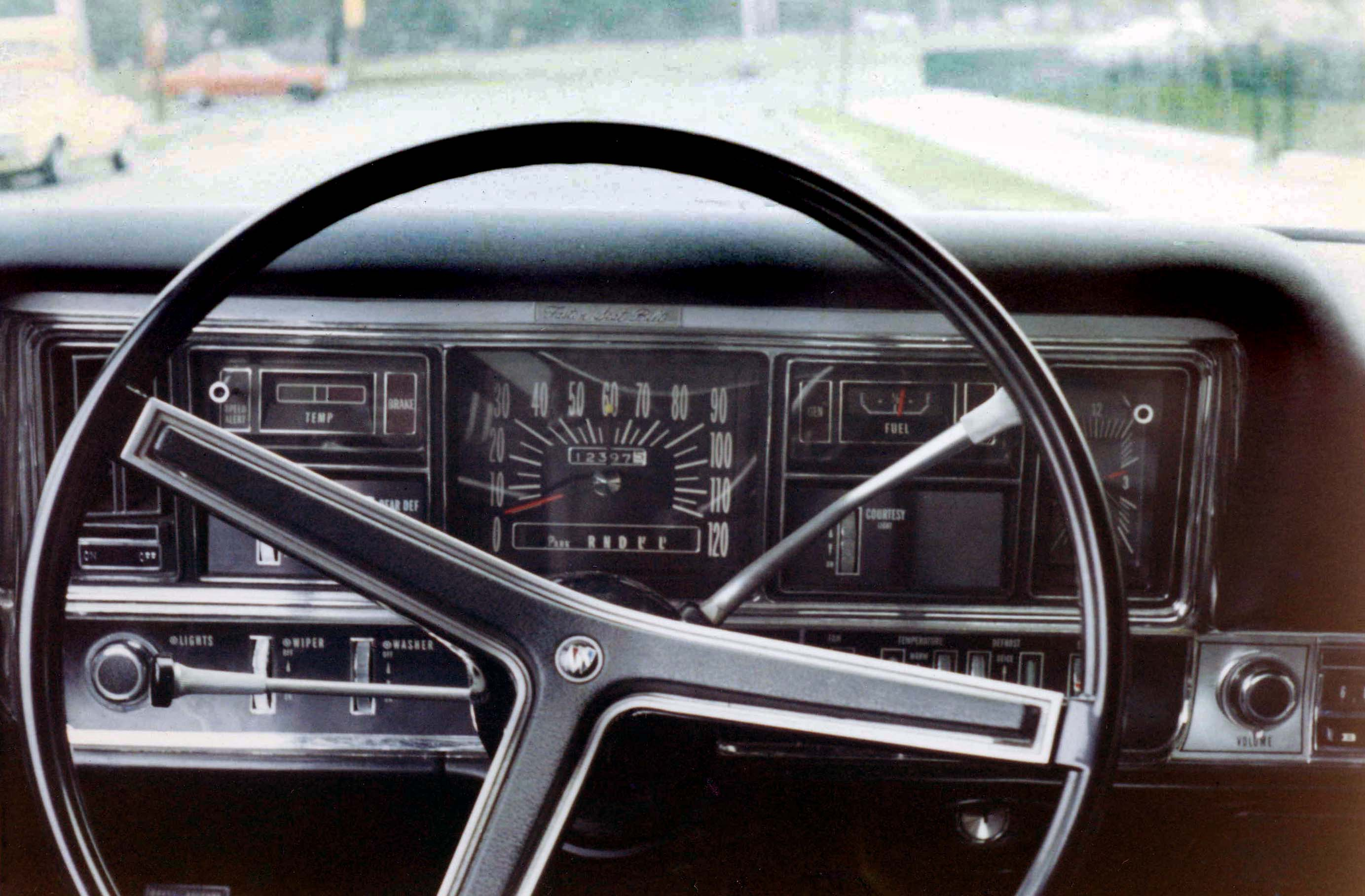
Il cruscotto di una Buick Wildcat Custom del 1968

Nel 1965 venne lanciata la seconda serie. Erano disponibili ancora i due livelli di allestimento offerti per la prima serie, vale a dire quello standard ed il "Custom". A questo si aggiunse, solo nel 1965, l'allestimento "Deluxe", che si posizionava tra i due livelli precedentemente citati. Dal 1966 al 1969 l'allestimento standard (che ora era simile al precedente Deluxe) ed il Custom furono gli unici offerti.
Solo nel 1966 fu offerto il pacchetto sportivo "Gran Sport Performance Group". Erano disponibili due versioni dello stesso motore, vale a dire il V8 da 7 L con singolo carburatore o con doppio carburatore. La prima erogava 340 CV, mentre la seconda, disponibile con extra-costo, sviluppava 360 CV. Inizialmente, questo incremento di 20 CV derivava da delle modifiche alla carburazione ed all'aspirazione effettuate dal punto vendita, modifiche installate sui motori MT di serie. Alla fine queste modifiche poterono essere ottenute direttamente dalla fabbrica con motori della serie MZ. A completare il quadro, sia le versioni base che le Super GS erano caratterizzate da un doppio scarico, da sospensioni irrigidite, da un differenziale a slittamento limitato e da una rinnovata scritta "GS". Di Wildcat GS ne furono prodotti, in totale, 1.244 esemplari. Di questi, 242 erano cabriolet, mentre i restanti erano hardtop.
Nel 1967 fu introdotto un nuovo motore, che era condiviso con la Riviera e la Electra 225. Era un V8 di circa 7 L (più precisamente 430 pollici cubi contro i 425 pollici cubi di quello introdotto nel 1964 e ancora disponibile) erogante 360 CV e avente delle valvole più grandi. Questo motore fu offerto solo fino al 1969 e venne superato (come cilindrata) dal più grande propulsore mai prodotto dalla Buick. Quest'ultimo fu introdotto per la Wildcat nel 1970, e possedeva una cilindrata di 7,5 L. La potenza erogata era 370 CV. Per questa generazione di Wildcat non era più disponibile il motore V8 da 6,6 L. Questa serie di Wildcat era offerta con due tipi di cambio, uno manuale ed uno automatico. Entrambi erano a tre rapporti.
La Wildcat fu in produzione fino al 1970, quando venne sostituita dalla Centurion.
Il pianale B della General Motors prodotto dal 1965 al 1970 fu la quarta piattaforma automobilistica più venduta al mondo dopo il Volkswagen Maggiolino, la Ford Model T e la Lada Riva.

## Le Wildcat concept car

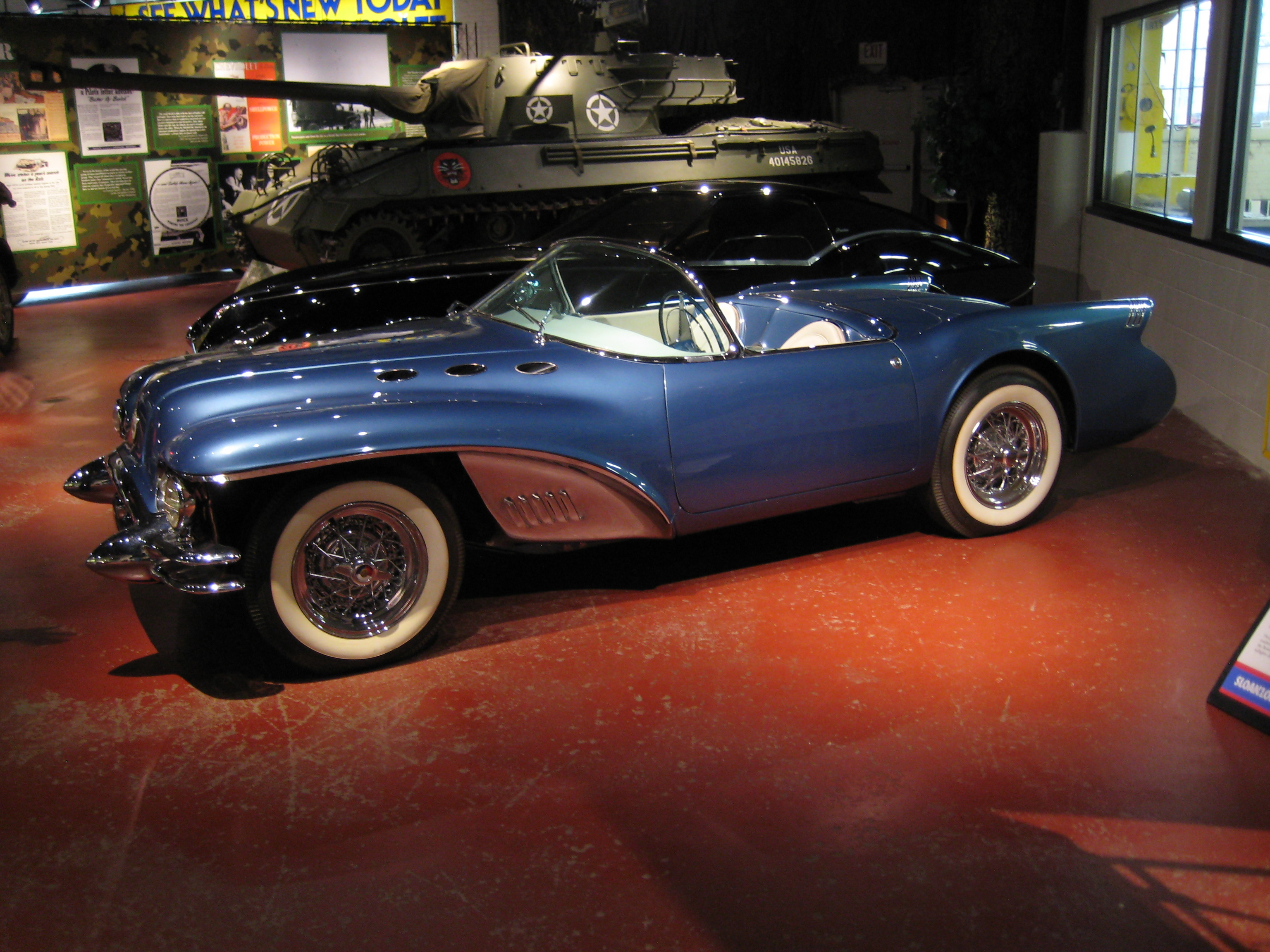
La concept car Wildcat II del 1954

La Buick ha usato il nome Wildcat per cinque concept car. Tre sono stati prodotte negli anni cinquanta, una nel 1985 e l'ultima nel 1997.
Le tre concept car degli anni cinquanta sono state sviluppate sotto la guida di Harley Earl. Sono state prodotte, rispettivamente, nel 1953, nel 1954 e nel 1955. Le prime due sono giunte sino al XXI secolo. Quella del 1953 era dotata di carrozzeria in vetroresina.
La Wildcat del 1985 era una concept car sportiva a trazione integrale dallo stile molto innovativo che era dotata di un motore V6 bialbero ad alte prestazioni esposto alla vista. Il telaio era in fibra di carbonio e vinilestere. Il sistema di apertura per l'accesso al veicolo era particolare: oltre alla zona solitamente riservata alle portiere tradizionali, integrava anche il tetto. Questa concept car appartiene tuttora alla Buick ed è ancora operativa.
Nel 1997 la Buick realizzò la concept car Riviera Wildcat. Questo esemplare aveva degli interni in fibra di carbonio (in sostituzione del legno) ed era dotata di alcune parti esterne in cromo scuro.